# Fudbalski klub Podgorica
Il Fudbalski klub Podgorica (in cirillico Фудбалски клуб Подгорица), conosciuto semplicemente come Podgorica, è una squadra di calcio di Donja Gorica, un quartiere di Podgorica, la capitale del Montenegro. Milita nella Druga crnogorska fudbalska liga, la seconda divisione del campionato montenegrino di calcio.

## Storia
Il club viene fondato nel 1970 come OFK Mladost Lješkopolje. A quei tempi è una delle numerose squadre di Podgorica che partecipano alla divisione più bassa del campionato montenegrino, ovvero la quarta divisione della Jugoslavia. La rivalità più accesa è con un'altra squadra della regione storica di Lješkopolje, il Template:Calcio Napredak di Donji Kokoti.
Il primo successo dell'OFK Mladost è la vittoria del campionato nel 1972-1973 (girone Centro), che vale la promozione nella Lega repubblicana montenegrina (terza divisione). La permanenza in questa categoria dura due stagioni: dopo l'11º posto nella prima, segue il 16º (ultimo) nella seconda con conseguente retrocessione.
 Alla fine degli anni '70 il club viene sciolto.
Nel 2014 viene rifondato come OFK Mladost 1970. Nel primo anno di esistenza il club è impegnato nella ricerca di calciatori e negli allenamenti; nel 2015 si iscrive in terza divisione. Il raggiungimento della finale della Kup Srednje regije (persa contro lo Zora) permette la qualificazione alla Crnogorski fudbalski kup 2015-2016, dove la squadra supera il primo turno e poi viene eliminato agli ottavi di finale dal Lovćen. In campionato, nel girone Centro della terza divisione, si piazza al quinto posto.

Nel 2016 vince la Kup Srednje regije battendo il Gorštak. Nella Crnogorski fudbalski kup 2016-2017 supera il Cetinje e viene eliminato negli ottavi dall'Iskra Danilovgrad. Vince il campionato (19 vittorie ed un pareggio in 20 partite) e si guadagna la promozione in seconda divisione.

Nella stagione di debutto in seconda serie il Mladost ottiene un ottimo secondo posto (a 7 punti dal Mornar) e si qualifica per gli spareggi-promozione, dove viene sconfitto dal Petrovac.

Nella stagione 2018-2019 si aggiudica il campionato di seconda divisione con 7 punti di vantaggio sul club secondo in classifica, il Kom, e si assicura così la promozione in prima divisione. In coppa supera Otrant-Olympic e Kom, prima di fermarsi ai quarti di finale contro i futuri vincitori del Budućnost.

L'11 giugno 2019 il club assume il nome di Fudbalski klub Podgorica.
Nella stagione 2020-2021 il club consegue una storica qualificazione alla UEFA Europa Conference League tramite il quarto posto in campionato. Nell'annata seguente, dopo essere stato eliminato dalla Conference League al primo turno di qualificazione (nel doppio confronto con gli albanesi del Laçi), la squadra, piazzatasi penultima in campionato, retrocede in seconda serie dopo la sconfitta nel doppio spareggio promozione-retrocessione contro l'Arsenal Tivat.

## Strutture

### Stadio
Negli anni '70 il Mladost disputava le partite casalinghe in uno stadio a Donja Gorica. Nella prima stagione dopo la rifondazione, il FK Podgorica ha utilizzato un impianto nel confinante quartiere di Donji Kokoti.
Il 21 maggio 2016 è stato inaugurato il nuovo stadio del FK Podgorica a Donja Gorica. Due anni dopo viene costruita la DG Arena, che con i 4000 posti di capienza è omologato per gli incontri della massima divisione. L'acronimo DG sta per "Donja Gorica".

## Palmarès

### Competizioni nazionali
- Druga crnogorska liga: 1

2018-2019
- Treća crnogorska liga: 1

2016-2017
- Crnogorska regionalna liga (quarta divisione jugoslava)

1973

### Competizioni regionali
- Kup Srednje regije (coppa regionale montenegrina)

2016-2017

## Statistiche

### Partecipazione alle competizioni UEFA
| Competizione                  | Partecipazioni | Debutto   | Ultima stagione | Totale |
| ----------------------------- | -------------- | --------- | --------------- | ------ |
| UEFA Europa Conference League | 1              | 2021-2022 | 2021-2022       | 1      |

### Statistiche nelle competizioni UEFA
| Competizione                  | Partecipazioni | G | V | N | P | RF | RS |
| ----------------------------- | -------------- | - | - | - | - | -- | -- |
| UEFA Europa Conference League | 1              | 0 | 0 | 0 | 0 | 0  | 0  |

## Organico

### Rosa 2019-2020
Aggiornata al 23 novembre 2019.
| N. |                                 | Ruolo | Calciatore        |
| -- | ------------------------------- | ----- | ----------------- |
| 1  | Montenegro (bandiera)           | P     | Jasmin Agović     |
| 2  | Montenegro (bandiera)           | D     | Bojan Aligrudić   |
| 3  | Montenegro (bandiera)           | D     | Nikola Čelebić    |
| 5  | Montenegro (bandiera)           | C     | Jovan Pajović     |
| 6  | Bosnia ed Erzegovina (bandiera) | D     | Darko Đajić       |
| 7  | Montenegro (bandiera)           | A     | Lazar Vučićević   |
| 8  | Montenegro (bandiera)           | C     | Matija Božanović  |
| 9  | Montenegro (bandiera)           | A     | Ivan Bulatović    |
| 10 | Montenegro (bandiera)           | C     | Anđelko Jovanović |
| 11 | Montenegro (bandiera)           | A     | Šaleta Kordić     |

| N. |                               | Ruolo | Calciatore         |
| -- | ----------------------------- | ----- | ------------------ |
| 12 | Montenegro (bandiera)         | P     | Milisav Vuksanović |
| 14 | Montenegro (bandiera)         | A     | Luka Maraš         |
| 15 | Montenegro (bandiera)         | C     | Filip Šćekić       |
| 19 | Montenegro (bandiera)         | C     | Milija Golubović   |
| 20 | Montenegro (bandiera)         | A     | Balša Sekulić      |
| 21 | Montenegro (bandiera)         | A     | Nikola Zvrko       |
| 21 | Macedonia del Nord (bandiera) | D     | Jasmin Mecinović   |
| 24 | Montenegro (bandiera)         | C     | Jovan Vujović      |
| 26 | Montenegro (bandiera)         | A     | Nikola Vujnović    |
| 28 | Giappone (bandiera)           | C     | Keita Suzuki       |